# Josiah Bartlett junior

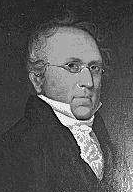
Josiah Bartlett, Jr.

Josiah Bartlett junior (* 29. August 1768 in Kingston, Rockingham County, New Hampshire Colony; † 16. April 1838 in Stratham, New Hampshire) war ein US-amerikanischer Politiker. Zwischen 1811 und 1813 vertrat er den Bundesstaat New Hampshire im US-Repräsentantenhaus.

## Werdegang
Josiah Bartlett Jr. war der Sohn von Josiah Bartlett (1729–1795), einem der Gründerväter der Vereinigten Staaten. Der jüngere Bartlett besuchte die öffentlichen Schulen seiner Heimat und die Phillips Exeter Academy in Exeter. Nach einem Medizinstudium begann er in Stratham als Arzt zu arbeiten. Außerdem begann er eine politische Laufbahn.
Bartlett wurde Mitglied der Demokratisch-Republikanischen Partei. Zwischen 1809 und 1810 saß er im Senat von New Hampshire. Bei den Kongresswahlen des Jahres 1810, die staatsweit abgehalten wurden, wurde er für das erste Abgeordnetenmandat von New Hampshire in das US-Repräsentantenhaus in Washington gewählt. Dort trat er am 4. März 1811 die Nachfolge von Daniel Blaisdell von der Föderalistischen Partei an. Bis zum 3. März 1813 absolvierte Bartlett eine Legislaturperiode im Kongress. In dieser Zeit begann der Britisch-Amerikanische Krieg.
Nach seiner Zeit im Kongress praktizierte Bartlett wieder als Arzt. Zwischenzeitlich war er Kämmerer im Rockingham County. Im Jahr 1824 wurde er erneut in den Staatssenat gewählt, dessen Präsident er wurde. Bei den Präsidentschaftswahlen von 1824 unterstützte er John Quincy Adams. Er war auch einer von dessen Wahlmännern. Den Rest seines Lebens arbeitete Josiah Bartlett wieder als Arzt.